# Ronde van Italië voor vrouwen 1999
De Ronde van Italië voor vrouwen 1999 (Italiaans: Giro Donne 1999) werd verreden van woensdag 30 juni tot en met zondag 11 juli in Italië. Het was de tiende editie van de rittenkoers, die van de UCI de classificatie categorie 2.9.1 had meegekregen. De ronde telde dertien etappes. Titelverdedigster was de Italiaanse Fabiana Luperini, die de ronde viermaal op rij (1995-1998) had gewonnen.

## Etappe-overzicht
| etappe  | datum   | start               | finish              | afstand  | winnaar              | klassementsleider |
| ------- | ------- | ------------------- | ------------------- | -------- | -------------------- | ----------------- |
| 1e      | 30 juni | Ravenna             | Misano Adriatico    | 95 km    | Gabriella Pregnolato | Marion Clignet    |
| 2e      | 1 juli  | Misano Adriatico    | Senigallia          | 121.2 km | Petra Rossner        | Zita Urbonaite    |
| 3e      | 2 juli  | Fano                | Città di Castello   | 113 km   | Zinaida Stahoerskaja | Zita Urbonaite    |
| 4e      | 3 juli  | Umbertide           | Umbertide           | 112.8 km | Zoelfia Zabirova     | Zita Urbonaite    |
| 5e      | 4 juli  | Cascina             | Buti/Monte Serra    | 113.5 km | Daniela Veronesi     | Daniela Veronesi  |
| 6e      | 5 juli  | Chieri              | Moncalieri          | 96 km    | Petra Rossner        | Joane Somarriba   |
| 7e      | 6 juli  | Portomaggiore       | Portomaggiore       | 13 km    | Zoelfia Zabirova     | Joane Somarriba   |
| 8e      | 7 juli  | Monteforte d'Alpone | Monteforte d'Alpone | 109.7 km | Goulnara Ivanova     | Joane Somarriba   |
| 9e      | 8 juli  | Montebelluna        | Tambre              | 107 km   | Zoelfia Zabirova     | Joane Somarriba   |
| 10e (A) | 9 juli  | Chiuppano           | Chiuppano           | 76.5 km  | Pia Sundstedt        | Joane Somarriba   |
| 10e (B) | 9 juli  | Chiuppano           | Ponte di Campiello  | 18 km    | Joane Somarriba      | Joane Somarriba   |
| 11e     | 10 juli | Fontaniva           | Fontaniva           | 115 km   | Sonia Rocca          | Joane Somarriba   |
| 12e     | 11 juli | Chiuppano           | Piovene Rocchette   | 115 km   | Gabriella Pregnolato | Joane Somarriba   |

## Etappe-uitslagen

### 1e etappe
| Ravenna (Mirabilandia) – Misano Adriatico (95 km) |                      |                          |          |
| Plaats                                            | Naam                 | Ploeg                    | Tijd     |
| Winnaar                                           | Gabriella Pregnolato | Acca Due O Lorena Camice | 2u20'56" |
| 2                                                 | Marion Clignet       | Acca Due O Lorena Camice | +00' 09" |
| 3                                                 | Zita Urbonaite       | Acca Due O Lorena Camice | z.t.     |

### 2e etappe
| Misano Adriatico – Senigallia (121.2 km) |                      |                          |          |
| Plaats                                   | Naam                 | Ploeg                    | Tijd     |
| Winnaar                                  | Petra Rossner        | Duitsland                | 3u28'52" |
| 2                                        | Zinaida Stahoerskaja | Acca Due O Camicie Mista | z.t.     |
| 3                                        | Zita Urbonaite       | Acca Due O Camicie Mista | z.t.     |

### 3e etappe
| Fano – Città di Castello (113 km) |                      |                          |          |
| Plaats                            | Naam                 | Ploeg                    | Tijd     |
| Winnaar                           | Zinaida Stahoerskaja | Acca Due O Camicie Mista | 3u00'27" |
| 2                                 | Sonia Rocca          | Alfa Lum-William Aurora  | z.t.     |
| 3                                 | Zita Urbonaite       | Acca Due O Camicie Mista | z.t.     |

### 4e etappe
| Umbertide – Umbertide (112.8 km) |                  |                          |          |
| Plaats                           | Naam             | Ploeg                    | Tijd     |
| Winnaar                          | Zoelfia Zabirova | Acca Due O Camicie Mista | 2u54'33" |
| 2                                | Nada Cristofoli  | Edilsavino               | +00' 04" |
| 3                                | Sara Felloni     | Acca Due O Camicie Mista | z.t.     |

### 5e etappe
| Cascina – Buti/Monte Serra (113.5 km) |                      |                         |          |
| Plaats                                | Naam                 | Ploeg                   | Tijd     |
| Winnaar                               | Daniela Veronesi     | Alfa Lum-William Aurora | 3u25'44" |
| 2                                     | Joane Somarriba      | Alfa Lum-William Aurora | z.t.     |
| 3                                     | Svetlana Boebnenkova | Alfa Lum-William Aurora | +00' 06" |

### 6e etappe
| Chieri – Moncalieri (96 km) |                   |                          |          |
| Plaats                      | Naam              | Ploeg                    | Tijd     |
| Winnaar                     | Petra Rossner     | Duitsland                | 2u40'34" |
| 2                           | Nada Cristofoli   | Alfa Lum-William Aurora  | +00' 02" |
| 3                           | Edita Pučinskaitė | Acca Due O Camicie Mista | +00' 03" |

### 7e etappe
| Portomaggiore – Portomaggiore (individuele tijdrit over 13 km) |                  |                          |          |
| Plaats                                                         | Naam             | Ploeg                    | Tijd     |
| Winnaar                                                        | Zoelfia Zabirova | Acca Due O Camicie Mista | 0u16'31" |
| 2                                                              | Rasa Mazeikyte   | Team Aliverti            | +00' 43" |
| 3                                                              | Joane Somarriba  | Alfa Lum-William Aurora  | +00' 45" |

### 8e etappe
| Monteforte d'Alpone – Monteforte d'Alpone (109.7 km) |                  |                          |          |
| Plaats                                               | Naam             | Ploeg                    | Tijd     |
| Winnaar                                              | Goulnara Ivanova | Acca Due O Camicie Mista | 2u39'42" |
| 2                                                    | Mandy Hampel     | Duitsland                | +00' 04" |
| 3                                                    | Iryna Chuzhinova | Oekraïne                 | z.t.     |

### 9e etappe
| Montebelluna – Tambre (107 km) |                      |                          |          |
| Plaats                         | Naam                 | Ploeg                    | Tijd     |
| Winnaar                        | Zoelfia Zabirova     | Acca Due O Camicie Mista | 2u56'41" |
| 2                              | Joane Somarriba      | Alfa Lum-William Aurora  | +00' 39" |
| 3                              | Svetlana Boebnenkova | Alfa Lum-William Aurora  | +02' 16" |

### 10e etappe (A)
| Chiuppano – Chiuppano (76.5 km) |                   |                          |          |
| Plaats                          | Naam              | Ploeg                    | Tijd     |
| Winnaar                         | Pia Sundstedt     | Gas Sport Team           | 1u44'35" |
| 2                               | Edita Pučinskaitė | Acca Due O Camicie Mista | z.t.     |
| 3                               | Joane Somarriba   | Alfa Lum-William Aurora  | z.t.     |

### 10e etappe (B)
| Chiuppano – Ponte di Campiello (individuele tijdrit over 18 km) |                  |                         |          |
| Plaats                                                          | Naam             | Ploeg                   | Tijd     |
| Winnaar                                                         | Joane Somarriba  | Alfa Lum-William Aurora | 0u42'42" |
| 2                                                               | Daniela Veronesi | Alfa Lum-William Aurora | +00' 55" |
| 3                                                               | Yuliya Murenka   | Oekraïne                | +01' 07" |

### 11e etappe
| Fontaniva – Fontaniva (115 km) |                      |                          |          |
| Plaats                         | Naam                 | Ploeg                    | Tijd     |
| Winnaar                        | Sonia Rocca          | Alfa Lum-William Aurora  | 3u02'17" |
| 2                              | Zinaida Stahoerskaja | Acca Due O Camicie Mista | z.t.     |
| 3                              | Svetlana Boebnenkova | Alfa Lum-William Aurora  | z.t.     |

### 12e etappe
| Chiuppano – Piovene Rocchette (115 km) |                      |                          |          |
| Plaats                                 | Naam                 | Ploeg                    | Tijd     |
| Winnaar                                | Gabriella Pregnolato | Acca Due O Camicie Mista | 2u53'26" |
| 2                                      | Petra Rossner        | Duitsland                | +00' 09" |
| 3                                      | Nada Cristofoli      | Edilsavino               | z.t.     |

## Eindklassementen
| Plaats    | Naam                 | Ploeg                    | Tijd      |
| --------- | -------------------- | ------------------------ | --------- |
| Roze trui | Joane Somarriba      | Alfa Lum-William Aurora  | 29u17'40" |
| 2         | Svetlana Boebnenkova | Alfa Lum-William Aurora  | +03' 23"  |
| 3         | Daniela Veronesi     | Alfa Lum-William Aurora  | +03' 26"  |
| 4         | Edita Pučinskaitė    | Acca Due O Camicie Mista | +06' 28"  |
| 5         | Zoelfia Zabirova     | Acca Due O Camicie Mista | +06' 49"  |
| 6         | Pia Sundstedt        | Gas Sport Team           | +07' 24"  |
| 7         | Tatiana Stiajkina    | Selene Rama Mista        | +07' 45"  |
| 8         | Heidi Van De Vijver  | Vlaanderen 2002          | +09' 22"  |
| 9         | Yuliya Murenka       | Oekraïne                 | +10' 25"  |
| 10        | Nicole Brändli       | Acca Due O Camicie Mista | +11' 30"  |

| Plaats      | Naam                 | Ploeg                    | Punten |
| ----------- | -------------------- | ------------------------ | ------ |
| Paarse trui | Svetlana Boebnenkova | Alfa Lum-William Aurora  | 119    |
| 2           | Zinaida Stahoerskaja | Acca Due O Camicie Mista | 114    |
| 3           | Joane Somarriba      | Alfa Lum-William Aurora  | 110    |

| Plaats      | Naam              | Ploeg                    | Punten |
| ----------- | ----------------- | ------------------------ | ------ |
| Groene trui | Daniela Veronesi  | Alfa Lum-William Aurora  | 26     |
| 2           | Edita Pučinskaitė | Acca Due O Camicie Mista | 24     |
| 3           | Joane Somarriba   | Alfa Lum-William Aurora  | 23     |

| Plaats     | Naam              | Ploeg                    | Tijd      |
| ---------- | ----------------- | ------------------------ | --------- |
| Witte trui | Tatiana Stiajkina | Selene Rama Mista        | 32u19'09" |
| 2          | Nicole Brändli    | Acca Due O Camicie Mista | +03' 45"  |
| 3          | Oksana Saprykina  | Primavera Oliviero Sport | +24' 51"  |

| Plaats      | Naam                 | Ploeg                   | Tijd      |
| ----------- | -------------------- | ----------------------- | --------- |
| Oranje trui | Joane Somarriba      | Alfa Lum-William Aurora | 29u17'40" |
| 2           | Svetlana Boebnenkova | Alfa Lum-William Aurora | +03' 23"  |
| 3           | Daniela Veronesi     | Alfa Lum-William Aurora | +03' 26"  |